# 洛普什內 (洛普什內市鎮)
49°55′1″N 25°28′6″E / 49.91694°N 25.46833°E
洛普什内（烏克蘭語：Лопушне），是烏克蘭西部捷爾諾波爾州克列梅涅茨區洛普什内市镇里的村落及其行政中心。始建於1403年，面積1.8平方公里，2001年人口743，人口密度每平方公里412.8人。